# Memphis Film & Television
Memphis Film & Television is een Nederlands film- en televisieproductiebedrijf gevestigd in Utrecht. Het bedrijf werd in 1994 opgericht door producent Cécile van Eijk en regisseur Sherman De Jesus.

## Prijzen
Memphis Film & Television heeft meerdere prijzen gewonnen met haar films. De speelfilm Boy Ecury van schrijver Arthur Japin en regisseur Frans Weisz won in 2003 het Gouden Kalf voor beste muziek, Columbine Award 2004 Best Feature Film op het Moondance International Film Festival en Best Foreign Film op het Eilat International Film Festival, 2005, Israël. De lange documentaire Zielen van Napels van Vincent Monnikendam won Most Innovative Documentary op het Shanghai Television Festival, Best Long Documentary op het Contact Film Festival en Best Long Documentary Int. Doc. Film Festival “Contact”, Kiev en de Kristallen Film voor de 10.000ste bezoeker. De korte film Schat wat de Nederlandse Oscar-inzending van 2004.

## Filmografie

### Non-fictie
- De Wijde Wereld (2019)
- Het Voorval – Armando en de Mythe (2019)
- Zie mij Doen (2018)
- The World According to Monsieur Khiar (2016)
- George Maduro – Een ‘Gewone’ Held (2016)
- Carnotstraat 17 (2015)
- De Laatste Titel (2015)
- De Zero Revolutie – Henk Peeters (2015)
- A Shtetl in the Caribbean (2014)
- WhatEver Will Be (2013)
- Alles Moet Nieuw - Piet Zwart (2012)
- Gods Eigen Parochie (2011)
- Verdwaald in het Geheugenpaleis (2010)
- Oerdak – Gedicht in Wording (2010)
- Fan (2009)
- Reporters uit de West (2008)
- Mijn Vaders en Moeders (2008)
- Tulip Time (2007)
- Izaline Calister – Lady Sings the Tambú (2007)
- Ongeletterd (2007)
- Zielen van Napels (2005)
- Jan Schoonhoven - Beambte 18977 (2005)
- Omstreden Vrijheid (2005)
- Het Gaatje (2002)
- Alles is Licht – Jan Hendrikse (2001)
- Beyond Development (2000)
- De Lange Adem van Zuilen (1999)
- Leve Het Bruine Monster (1998)
- Geest van de Werf (1998)
- The Stage is a Village (1997)
- Ocalia (1995)
- Gevangen op Java (1995)
- De Klimmer (1994)
- De Indiaan Baarde een Neger (1990)

### Fictie
- Schat (2004)
- Boy Ecury (2003)
- Joymeal (2001)
- Papa’s Kleine Meid (1999)
- Let the Music Dance (1991)

### Series
- Eeuwig Jong (2014)
- De Tijd op je Hielen (2003)
- De Smaak van Nederland (1993)
- Liefdeszaken (1997)